# Sybra bialbomaculata
Sybra bialbomaculata är en skalbaggsart som beskrevs av Stefan von Breuning 1953. Sybra bialbomaculata ingår i släktet Sybra och familjen långhorningar. Inga underarter finns listade i Catalogue of Life.